# Kids United
Kids United (прим.прев. Уједињена деца) француска је музичка група коју чине деца старости од 8 до 16 година. Група је основана током 2015. године са циљем промоције рада и активности дечијег фонда Уједињених Нација − Уницефа. Група делује под покровитељством проминентих музичара Елен Сегаре из Француске и Корнелијуса Нјунгуре из Канаде. 
Први званични албум групе под називом Un monde meilleur (Бољи свет) објављен је на Међународни дан детета 20. новембра 2015. године и убрзо је остварио двоструки платинасти тираж. Највећи успех остварио је сингл On écrit sur les murs који је преко сервиса Јутјуб забележио више од 100 милиона прегледа. 
Годину дана касније објављен је други албум Tout le bonheur du monde (За срећнији свет) и заузео је прво место на листи албума у Француској.